# 중첩 원리
중첩 원리(重疊原理, superposition principle, superposition property)는 선형 미분 방정식의 해의 선형 결합(Linear combination of linear differential equation's solution)이 선형 미분 방정식의 또다른 해(Another solution of linear differential equation)가 된다는 원리다. 물리학에 등장하는 많은 미분 방정식 (파동 방정식, 라플라스 방정식, 슈뢰딩거 방정식, 맥스웰 방정식 등)은 선형 방정식이므로, 주어진 문제의 해를 이미 알고 있는 여러 개의 기본적 해의 중첩으로 나타낼 수 있다.

## 전기 회로 분석
중첩 원리는 여러 개의 독립된 전원(Several independent source)이 존재하는 선형 회로망(Linear network)을 해석하는 데 매우 중요한 역할을 한다. 여러 개의 전원을 갖는 임의의 선형수동회로(Linear passive circuit)에서 임의의 저항에 인가되는 전압과 흐르는 전류는 각 독립된 전원에 의한 전압과 전류의 대수적인 합과 같다. 이 때 해당 전원을 제외한 나머지 독립된 전압원(Independent voltage source)인 경우에는 단락회로(Short circuit)로 대체되고, 전류원(Independent current source)인 경우에는 개방회로(Open circuit)로 대체된다고 가정하고 새로운 등가회로(Equivalent circuit)에 의해 회로를 해석하는 방법이다.

## 같이 보기
- 결맞음
- 합성곱
- 그린 함수
- 양자 중첩
- 선형회로

## 참고 문헌
- C. Cisneros, R. P. Martínez-y-Romero, H. N. Núñez-Yépez, A. L. Salas-Brito (1998). “Limitations on the superposition principle: superselection rules in non-relativistic quantum mechanics”. 《European Journal of Physics》 19 (3): 237. doi:10.1088/0143-0807/19/3/005.
- S. Rainson, G. Tranströmer, L. Viennot (1994년 11월). “Students’ understanding of superposition of electric fields”. 《American Journal of Physics》 62 (11): 1026. doi:10.1119/1.1987162.